# Neostauropus
Neostauropus is een geslacht van vlinders van de familie tandvlinders (Notodontidae).

## Soorten
- N. affinis Rothschild, 1917
- N. alternus Walker, 1855
- N. amboynica Oberthür, 1911
- N. basalis Moore, 1877
- N. basinigra Moore, 1865
- N. brunnea Schintlmeister, 1981
- N. evanescens Gaede, 1930
- N. habrochlora Turner, 1922
- N. lushanus Okano, 1960
- N. major van Eecke, 1929
- N. melastomatis Felder, 1861
- N. nephodes West., 1932
- N. parcevirens Joannis, 1929
- N. pratti Bethune-Baker, 1904
- N. talboti Gaede, 1930